# Vídua del Sahel
La vídua del Sahel (Vidua orientalis) és un ocell de la família dels viduids (Viduidae).

## Hàbitat i distribució
Viu a les sabanes del Senegal i Gàmbia, cap a l'est, a través del sud de Mali, Burkina Faso, sud de Níger, nord de Nigèria, sud de Txad, República Centreafricana, Sudan central, i Sudan del Sud fins al nord-oest d'Etiòpia i Eritrea.